# Boeing P-26

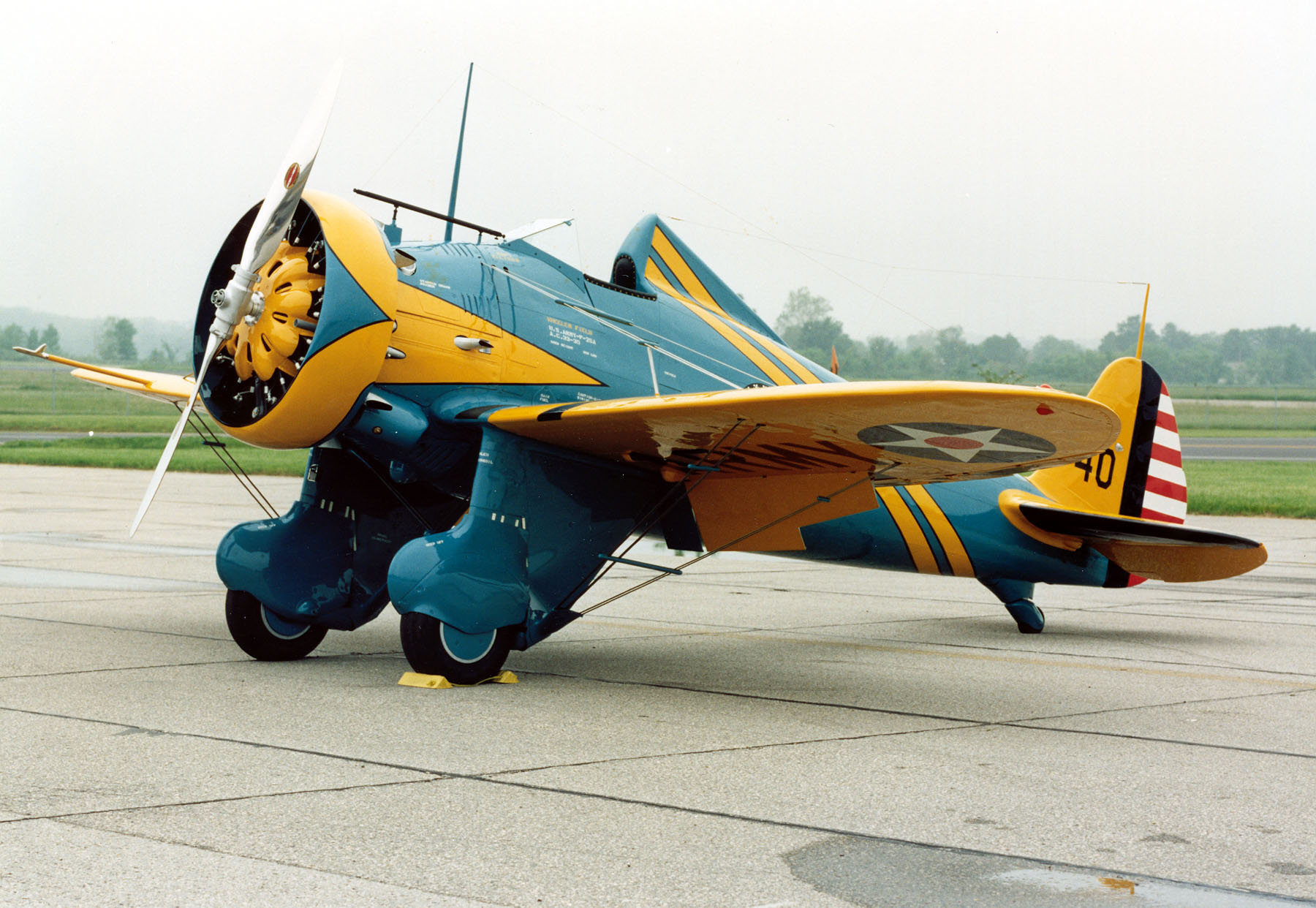
Boeing P-26A im Luftwaffenmuseum der USAF

Die Boeing P-26 Peashooter (Model 266) war das erste Jagdflugzeug in Ganzmetallbauweise, das vom United States Army Air Corps (USAAC) verwendet wurde. Der erste Prototyp des Tiefdeckers flog erstmals am 20. März 1932 und wurde noch am Anfang des Pazifikkrieges auf den Philippinen eingesetzt.

## Geschichte

### Entwicklung
Das Flugzeug basierte auf dem Boeing-Projekt Model 248 von September 1931. Es hatte ein offenes Cockpit und ein festes Fahrwerk. Das USAAC bestellte drei Prototypen, die als XP-936 bezeichnet wurden. Der Erstflug erfolgte am 20. März 1932.
Danach erhielt Boeing einen Auftrag über 111 Serienmaschinen des Typs Model 266, die die USAAC-Bezeichnung P-26A erhielten. Diese Version hatte verbesserte Tragflächen und war mit Funkgeräten ausgerüstet. Die P-26A flog erstmals am 10. Januar 1934. Zwei Maschinen mit Pratt & Whitney R-1340-33-Motoren, bezeichnet als P-26B, folgten. Die Version P-26C erhielt einige Änderungen an der Vergaseranlage und dem Kraftstoffsystem, davon wurden 23 Maschinen gebaut.
Zwölf weitere Maschinen von Typ Model 281 (Exportversion der P-26C) wurden für China (11) und Spanien (1) gebaut.

### Einsatz
Die ersten Kampfeinsätze erfolgten in China 1936. Am 20. August 1937 trafen im Zweiten Japanisch-Chinesischen Krieg acht P-26 auf sechs japanische Bomber von Typ Mitsubishi G3M2 und schossen diese ohne eigene Verluste ab. Das 6th Fighter Squadron der neuen Philippinischen Luftwaffe erhielt einige P-26C. Sie waren allerdings bereits zu Beginn des Pazifikkrieges Ende 1941 den japanischen Mitsubishi Zero stark unterlegen und mussten Anfang 1942 zurückgezogen werden.
Einsatzländer
- China
- Guatemala
- Panama
- Philippinen
- Spanien (nur ein Flugzeug)
- United States Army Air Corps

Die Luftwaffe Guatemalas flog die P-26 noch bis 1957.

## Verbleib
Es gibt nur noch zwei originale P-26 in US-Museen. Die erste steht im Smithsonian Air & Space Museum und die andere im Planes of Fame Museum in Chino (Kalifornien). Ein Nachbau einer P-26 befindet sich im USAF-Museum in Dayton (Ohio).

## Technische Daten
| Kenngröße             | Daten der Boeing P-26A                                                                  |
| --------------------- | --------------------------------------------------------------------------------------- |
| Besatzung             | 1                                                                                       |
| Länge                 | 7,19 m                                                                                  |
| Spannweite            | 8,52 m                                                                                  |
| Flügelfläche          | 13,89 m²                                                                                |
| Höhe                  | 3,06 m                                                                                  |
| Antrieb               | ein luftgekühlter 9-Zylinder-Sternmotor Pratt & Whitney Wasp R-1340-27, 372 kW (507 PS) |
| Höchstgeschwindigkeit | 377 km/h in 1829 m Höhe                                                                 |
| Reichweite            | 580 km                                                                                  |
| Dienstgipfelhöhe      | 8350 m                                                                                  |
| Leermasse             | 987 kg                                                                                  |
| max. Startmasse       | 1340 kg                                                                                 |
| Bewaffnung            | zwei 7,62-mm-MG Browning M1919, eine 91-kg-Bombe                                        |